# Sveriges herrlandskamper i fotboll 2004
Sveriges herrlandskamper i fotboll 2004

## Matcher

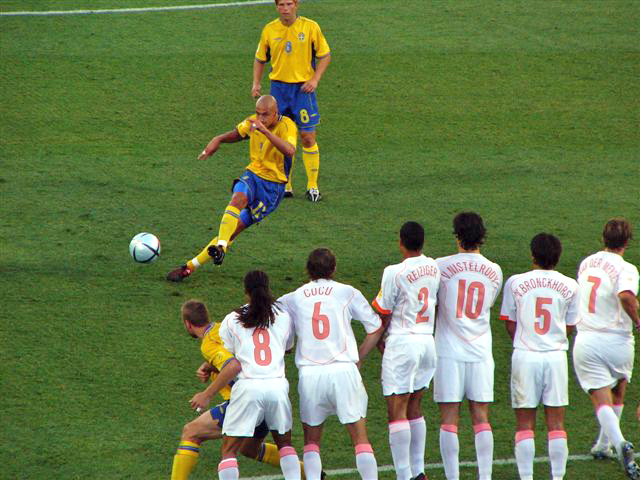
Henrik Larsson skjuter frispark för Sverige i kvartsfinalen mot Nederländerna vid Europamästerskapet 2004 i Portugal.

| Datum       | Spelplats  |           |               | Resultat                                               | Typ av match      |
| ----------- | ---------- | --------- | ------------- | ------------------------------------------------------ | ----------------- |
| 22 januari  | Hongkong   | Sverige   | Norge         | 0 – 3                                                  | Carlsberg Cup     |
| 25 januari  | Hongkong   | Hongkong  | Sverige       | 0 – 3                                                  | Carlsberg Cup     |
| 18 februari | Tirana     | Albanien  | Sverige       | 2 – 1                                                  | Träningsmatch     |
| 31 mars     | Göteborg   | Sverige   | England       | 1 – 0                                                  | Träningsmatch     |
| 28 april    | Coimbra    | Portugal  | Sverige       | 2 – 2                                                  | Träningsmatch     |
| 28 maj      | Tammerfors | Finland   | Sverige       | 1 – 3                                                  | Träningsmatch     |
| 5 juni      | Solna      | Sverige   | Polen         | 3 – 1                                                  | Träningsmatch     |
| 14 juni     | Lissabon   | Sverige   | Bulgarien     | 5 – 0                                                  | EM 2004           |
| 18 juni     | Porto      | Italien   | Sverige       | 1 – 1                                                  | EM 2004           |
| 22 juni     | Porto      | Sverige   | Danmark       | 2 – 2                                                  | EM 2004           |
| 26 juni     | Faro       | Sverige   | Nederländerna | 0 – 0 ef. full tid och förl, 4 – 5 efter straffsparkar | Kf EM 2004        |
| 18 augusti  | Solna      | Sverige   | Nederländerna | 2 – 2                                                  | Träningsmatch     |
| 4 september | Valletta   | Malta     | Sverige       | 0 – 7                                                  | Kval till VM 2006 |
| 8 september | Göteborg   | Sverige   | Kroatien      | 0 – 1                                                  | Kval till VM 2006 |
| 9 oktober   | Solna      | Sverige   | Ungern        | 3 – 0                                                  | Kval till VM 2006 |
| 13 oktober  | Reykjavík  | Island    | Sverige       | 1 – 4                                                  | Kval till VM 2006 |
| 17 november | Edinburgh  | Skottland | Sverige       | 1 – 4                                                  | Träningsmatch     |

## Sveriges målgörare 2004
Exklusive de mål som gjordes vid straffar efter den oavgjorda kvartsfinalen mot Nederländerna i EM 2004
| 8 mål - Zlatan Ibrahimović 7 mål - Marcus Allbäck - Henrik Larsson 3 mål - Fredrik Ljungberg 2 mål - Mattias Jonson 1 mål - Anders Andersson - Fredrik Berglund - Johan Elmander - Andreas Jakobsson - Stefan Selakovic - Anders Svensson |

## Övrigt
Den 18 februari 2004 var det egentligen meningen att Sverige skulle ha mött Kroatien i en fotbollslandskamp på bortaplan. Men efter att det blev klart att länderna skulle mötas i det kommande VM-kvalet drog sig Kroatien ur matchen och Sverige fick försöka hitta ett annat motstånd istället, vilket då blev Albanien.